# Getryggen, Härjedalen
Getryggen är ett naturreservat i Härjedalens kommun i Jämtlands län.
Området är naturskyddat sedan 2017 och är 56 hektar stort. Reservatet omfattar en rullstensås bevuxen med tallskog. 